# Спенсер, Чарльз, 6-й граф Спенсер
Чарльз Роберт Спенсер, 6-й граф Спенсер (30 октября 1857 — 26 сентября 1922) — британский аристократ, придворный и либеральный политик из династии Спенсер. Трижды избирался депутатом Палаты общин (1880—1885, 1885—1895, 1900—1905), занимал должности вице-камергера королевского двора (1892—1895) и лорда-камергера (1905—1912). Прадед Дианы, принцессы Уэльской.
С 1857 по 1905 год — Достопочтенный Чарльз Спенсер, а с 1905 по 1910 год носил титул виконта Элторпа.
Титулы: 6-й граф Спенсер (1910—1922), виконт Элторп (1910—1922), барон Спенсер из Элторпа (1910—1922) и виконт Спенсер из Элторпа (1910—1922).

## Ранняя жизнь и образование
Чарльз Спенсер родился 30 октября 1857 года в Сент-Джеймсе, Вестминстер. Единственный сын Фредерика Спенсера, 4-го графа Спенсера (1798—1857), и его второй жены, Аделаиды Сеймур (1825—1877), дочери Хораса Бошама-Сеймура и внучки лорда Хью Сеймура.
27 декабря 1857 года после смерти Фредерика Спенсера, 4-го графа Спенсера, его титулы и владения унаследовал его старший сын от первого брака, Джон Пойнтц Спенсер, 5-й граф Спенсер (1835—1910). Чарльз получил образование в школе Хэрроу и Тринити-колледже в Кембридже.

## Политическая карьера
Чарльз Спенсер избирался депутатом в Палату общин от Северного Нортгемптоншира (1880—1885), Среднего Нортгемптоншира (1885—1895, 1900—1905). Проживал в имении Даллингтон-Холл в графстве Нортгемптоншир. В 1898 году он безуспешно пытался баллотироваться в парламент от Хартфорда. В 1892 году Чарльз Спенсер стал членом Тайного совета Великобритании. В том же 1892 году он получил должность вице-камергера в правительстве Уильяма Гладстона. Эту должность Чарльз Спенсер занимал до 1895 года. С 1900 по 1905 год — «хлыст» (организатор) либеральной партии в Палате общин Великобритании.
19 декабря 1905 года для Чарльза Спенсера был создан титул виконта Элторпа из Грейт Брингтона в графстве Нортгемптоншир. Это позволило ему стать лордом-камергером в либеральном правительстве сэра Генри Кэмпбела-Баннерманна.
13 августа 1910 года после смерти своего 74-летнего бездетного старшего брата, Джона Спенсера, 5-го графа Спенсера, Чарльз Спенсер унаследовал титул графа Спенсера и занял место брата в Палате лордов. Должность лорда-камергера Чарльз Спенсер занимал до 1912 года. В 1908—1922 годах — лорд-лейтенант Нортгемптоншира.
Кавалер Большого Креста Королевского Викторианского ордена (1911) и Кавалер Ордена Подвязки (1913).
Лорд Спенсер был также награждён большим количеством иностранных наград: Кавалер Ордена Данеброга (Дания), Королевского ордена Святого Олафа (Норвегия), Ордена Полярной звезды (Швеция), Ордена Восходящего солнца (Япония), Ордена Белого орла (Сербия), Ордена Красного орла (Пруссия) и Орденом Карлоса III (Испания). Он также был почетным майором, а позднее почетным полковником 4-го добровольческого батальона Нортгемптонского полка.

## Семья
23 июля 1887 года в церкви Святого Джеймса (Пиккадилли) лорд Спенсер женился на Достопочтенной Маргарет Баринг (14 декабря 1868 — 4 июля 1906), дочери Эдварда Баринга, 1-го барона Ревелстока (1828—1897). Супруги имели шестерых детей:
- Аделаида Маргарет Делия Спенсер (26 июня 1889 — январь 1981), муж — сэр Сидни Пил, 1-й баронет (1870—1938)
- Альберт Эдвард Джон Спенсер, 7-й граф Спенсер (23 мая 1892 — 9 июня 1975)
- Эдвард Сесил Роберт Спенсер (20 мая 1894 — 14 февраля 1928), коммандер-лейтенант, умер неженатым
- Лавиния Эмили Спенсер (29 сентября 1899 — 9 мая 1955), муж — Люк Генри Уайт, 4-й барон Аннали (1885—1970)
- Джордж Чарльз Спенсер (15 августа 1903 — октябрь 1982), капитан, 1-я жена Барбара Блюменталь (ум. 1978), 2-я жена Кэтлин Хендерсон (ум. 1968)
- Александра Маргарет Элизабет Спенсер (4 июля 1906 — 26 мая 1996), муж — Генри Монтегю Дуглас-Хьюм (1907—1980), сына 13-го графа Хьюма. Автор книги «A Spencer Childhood», изданной в 1994 году.

64-летний лорд Спенсер скончался 26 сентября 1922 года в своём доме в Сент-Джеймсе (Лондон).

## Титулы и стили
- 1857—1880: Достопочтенный Чарльз Спенсер
- 1880—1892: Достопочтенный Чарльз Спенсер, депутат Палаты общин
- 1892: Достопочтенный Чарльз Спенсер, Кавалер знака различия Королевского Военно-морского добровольческого резерва, депутат Палаты общин
- 1892—1895: Достопочтенный Чарльз Спенсер, Кавалер знака различия Королевского Военно-морского добровольческого резерва, депутат Палаты общин
- 1895—1900: Достопочтенный Чарльз Спенсер, Кавалер знака различия Королевского Военно-морского добровольческого резерва
- 1900—1905: Достопочтенный Чарльз Спенсер, Кавалер знака различия Королевского Военно-морского добровольческого резерва, депутат Палаты общин
- 1905—1910: Достопочтенный Виконт Элторп, Кавалер знака различия Королевского Военно-морского добровольческого резерва, член Тайного совета Великобритании
- 1910—1911: Достопочтенный Граф Спенсер, Кавалер знака различия Королевского Военно-морского добровольческого резерва, член Тайного совета Великобритании
- 1911—1913: Достопочтенный Граф Спенсер, Кавалер Королевского Викторианского ордена, Кавалер знака различия Королевского Военно-морского добровольческого резерва, член Тайного совета Великобритании
- 1913—1922: Достопочтенный Граф Спенсер, Кавалер Ордена Подвязки, Кавалер Королевского Викторианского ордена, Кавалер знака различия Королевского Военно-морского добровольческого резерва, член Тайного совета Великобритании.